# Acacia lunata
Acacia lunata — вид квіткових рослин з родини бобових. Ареал: Австралія (Новий Південний Уельс, Австралійська столична територія).

## Середовище
Росте на схилах і навколо струмків у піщаних ґрунтах на основі пісковику як частина відкритих евкаліптових лісових угруповань.

## Біоморфологічна характеристика
Кущ переважно досягає висоти від 1 до 3 метрів і має розлогу звичку та голі гілочки з філодіями, які мають нерівносторонню, прямоланцетну або вузьку еліптичну форму. У верхніх пазухах рясно зустрічаються китицеподібні суцвіття. Сферичні голови квітів мають діаметр від 5 до 6 мм і містять від трьох до п'яти нещільно упакованих яскраво-золотистих квіток. Стручки мають вузько-видовжену форму довжиною до 6 см і шириною 7–8 мм. Стручки містять тьмяно-чорні насіння, яке розташоване поздовжньо, яйцюватої форми та завдовжки 4 мм.